# 七尾鉄道部
七尾鉄道部（ななおてつどうぶ）とは、石川県七尾市にある西日本旅客鉄道（JR西日本）の鉄道部の一つである。
本項では、七尾運転区・七尾車掌区についても記述する。

## 概要
ローカル線の活性化と効率的な鉄道運営ができるように鉄道部制度を導入して第2次鉄道部として発足した。第2次鉄道部は1991年4月1日に一斉に発足したが、七尾線では当時電化が進められており、その完成に合わせて1991年9月1日に発足した。
七尾駅構内に所在しており、金沢支社が管轄している。七尾鉄道部としては、IRいしかわ鉄道の管轄である津幡駅を除く七尾線全線を管理している。

## 乗務員乗務範囲
- 七尾線：和倉温泉駅〜津幡駅
- IRいしかわ鉄道：津幡駅〜金沢駅

## 所属車両の車体に記された略号
旅客車は金沢鉄道管理局および金沢支社の略号である「金」と、七尾の電報略号である「ナナ」から構成された「金ナナ」で、機関車は「七」であった。

## 所属車両

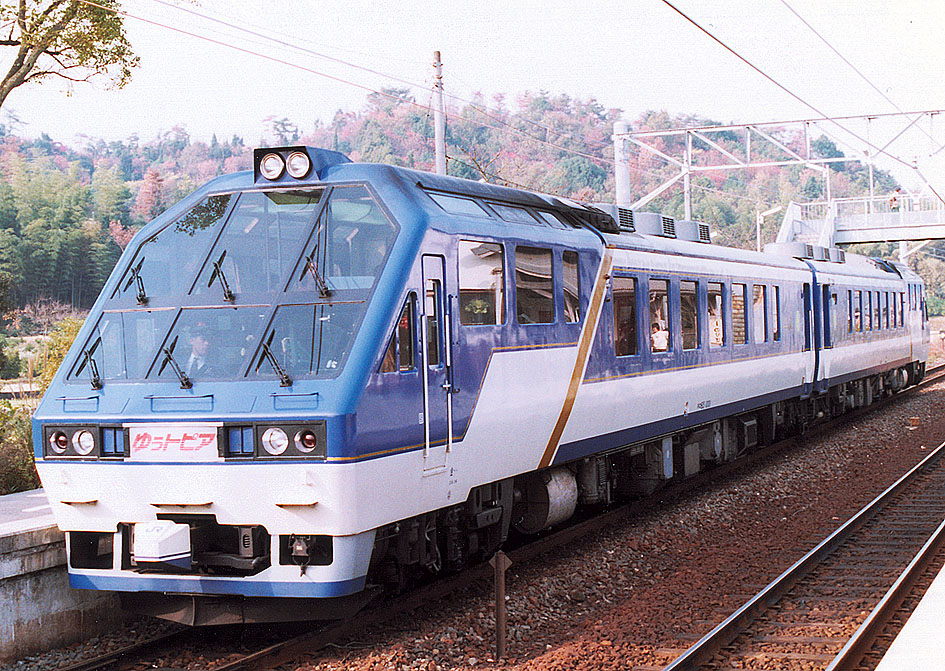
ゆぅトピア（1991年）

七尾機関区・七尾運転区時代は普通列車・急行列車用の気動車が在籍していたが、七尾線の電化以後の所属車両はない。
- 気動車
  - キハ65形（ゆぅトピア）
  - キハ58系気動車・キハ28系

## 歴史

### 七尾機関区・七尾運転区
- 1935年（昭和10年）7月30日：七尾機関区が発足[2]。
- 1987年（昭和62年）4月1日：国鉄分割民営化により、七尾機関区が七尾運転区として発足。

### 七尾車掌区
- 1945年（昭和20年）5月1日：金沢車掌区七尾支区として発足。
- 1948年（昭和23年）9月25日：七尾車掌区になる。
- 1959年（昭和34年）4月2日：七尾線管理所が発足。七尾車掌区などを編入。
- 1967年（昭和42年）3月6日：七尾線管理所廃止に伴い、金沢車掌区七尾支区が開設。
- 1978年（昭和53年）11月1日：金沢車掌区七尾支区を七尾車掌区に変更。

### 七尾鉄道部
- 1991年（平成3年）9月1日：第2次鉄道部として七尾鉄道部が発足[1]。七尾車掌区・七尾運転区が統合される。